# Ordovícium
Az ordovícium földtörténeti időszak, a paleozoikum idő hat időszaka közül időben a második, amely a kambriumot követte és a szilurt előzte meg.
Az ordovícium 485,4 ± 1,9 millió évvel ezelőtt (mya) kezdődött, mintegy 41,6 millió évig tartott és 443,8 ± 1,5 millió évvel ezelőtt (mya) fejeződött be. Kezdetét a kambrium–ordovícium kihalási esemény jelzi és egy még súlyosabb kihalási hullámmal ért véget, amely eltörölte a tengeri nemzetségek 60%-át.
Az ordovíciumból bőségesen maradtak fenn fosszíliák. A korszakban jelentős mennyiségű kőolaj és földgáz keletkezett.

## Tudománytörténeti háttér

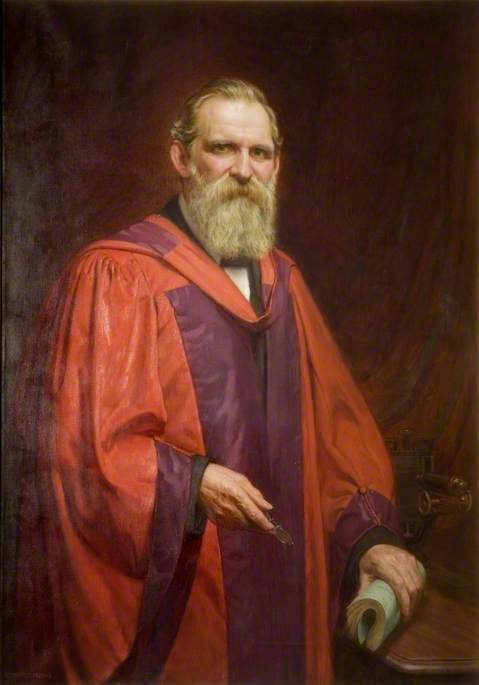
Charles Lapworth angol geológus (1900 körül készült festmény).

Az időszak a mai Wales területén élt kelta ordovik törzsről kapta a nevét. (A velük szomszédos törzs, a szilurok a szilur időszak névadói.)
Az időszakot először Charles Lapworth írta le 1879-ben, feloldva az Adam Sedwick és Roderick Murchison követői közti vitát, akik bizonyos észak-walesi kőzetek keletkezését a kambrium, illetve a szilur korszakra tették. Lapworth felismerte, hogy a kérdéses rétegekben talált állati fosszíliák különbözőek voltak a kambriumi és a sziluri leletektől és ez indokolja, hogy egy külön korkategóriát állítsanak fel. A nevet is ő javasolta.
Az Egyesült Királyságban sokáig tartott, amíg elfogadták Lapworth elméletét, a világ más tájain azonban gyorsan elterjedt. A vita végleg eldőlt, amikor 1906-ban hivatalosan is a paleozoikum időszakának fogadta el az ordovíciumot a Nemzetközi Geológiai Kongresszus.

## Ősföldrajz
Az ordovícium idején jellemzően magas volt a tengerek szintje. A tremadoc korszakból a valaha létezett legnagyobb transzgresszióra (relatív tengerszint-emelkedés) maradtak bizonyítékok.
Az ordovíciumban a déli szárazföldek egyetlen nagy kontinensben, a Gondwanában egyesültek. A Gondwana az időszak elején az egyenlítőnél helyezkedett el, később azonban a Déli-sark felé sodródott. A kora ordovíciumban Laurentia, Szibéria és Baltica különálló kontinensek voltak (a Pannotia szuperkontinens korábbi darabokra szakadása óta), de Baltica Laurentia felé mozgott és így szűkült a köztük lévő Iapetus-óceán. Gondwanától elszakadt Avalonia és északi irányba haladva ez is Laurentia felé mozgott, így szétnyílt a Rheia-óceán. Az ordovícium végére Gondwana megközelítette vagy elérte a Déli-sarkot és nagyrészt eljegesedett.
A korai ordovícium meleg lehetett, legalábbis a trópusokon. A mai Észak-Amerika és Európa területét és Gondwana jelentős részét is sekély tengerek borították. A kontinentális alapokon kialakuló sekély tengerek kedveztek a mészvázú élőlények fejlődésének. Az északi félteke jórészét a Panthalassza-óceán fedte és kisebb óceánok, mint a Proto-Tethys-óceán, a Paleo-Tethys-óceán, a Iapetus-óceán, a Rheia-óceán és a késő ordovíciumra bezáruló Khanty-óceán.
Az ordovíciumi kőzetek jórészt üledékesek és jelentős arányt képvisel köztük a mészkő. Viszonylag kicsi volt az eróziónak kitett szárazföldi terület.
Az ordovíciumban zajlott, de már a kambriumban kezdődött a takoni-hegységképződés.

## Magyarország ordovíciumi kőzetei
- A balatonfőkajári kvarcfillit enyhén metamorfizált, homokkőből keletkezett kőzet, amely fúrásokban megtalálható a Velencei-hegységtől Balatonhídvégig és Balatonfőkajárnál a felszínre is bukkan.
- Az Upponyi-hegység (Bükk-vidék) kismértékben felszínen is megjelenő homokkövei. Fosszíliákat nem tartalmaznak, a hasonló alpoki sorozatokkal való összehasonlítással sorolták őket a késő ordovícium idejére.

## Éghajlat

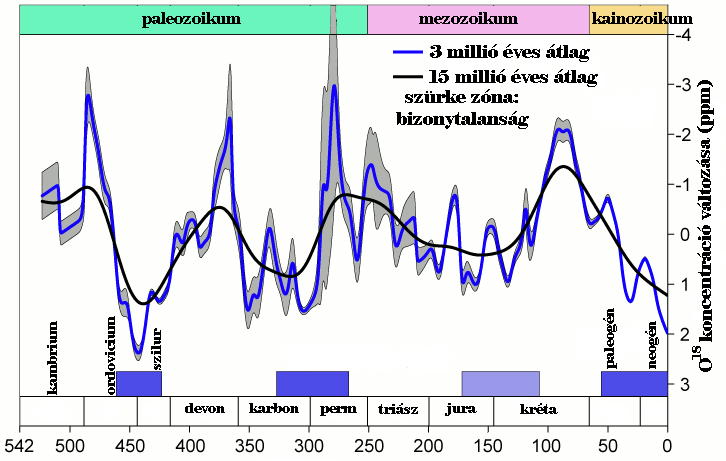
Éghajlatdiagram az utóbbi félmilliárd évről

Az ordovícium elején az éghajlat meleg volt. A későbbiekben azonban a lehűlés gleccsereket formált a Föld sarkain. A mai Afrika és Dél-Amerika területeit, amelyek akkoriban a Déli-sarknál feküdtek, jégsapka borította.
A felső ordovícium idején nagy eljegesedés valószínűsíthető ami véget vetett a melegházi körülményeknek. Közrejátszhatott a szén-dioxid csökkenés is. A déli szuperkontinens, a Gondwana ebben az időben a Déli-sarkra sodródott és jégsapka alakult ki rajta. Ennek nyomait kimutatták a mai Észak-Afrika és a vele akkoriban egybefüggő Dél-Amerika késő ordovícium kori kőzetrétegeiben.

## Élővilág

### Állatvilág

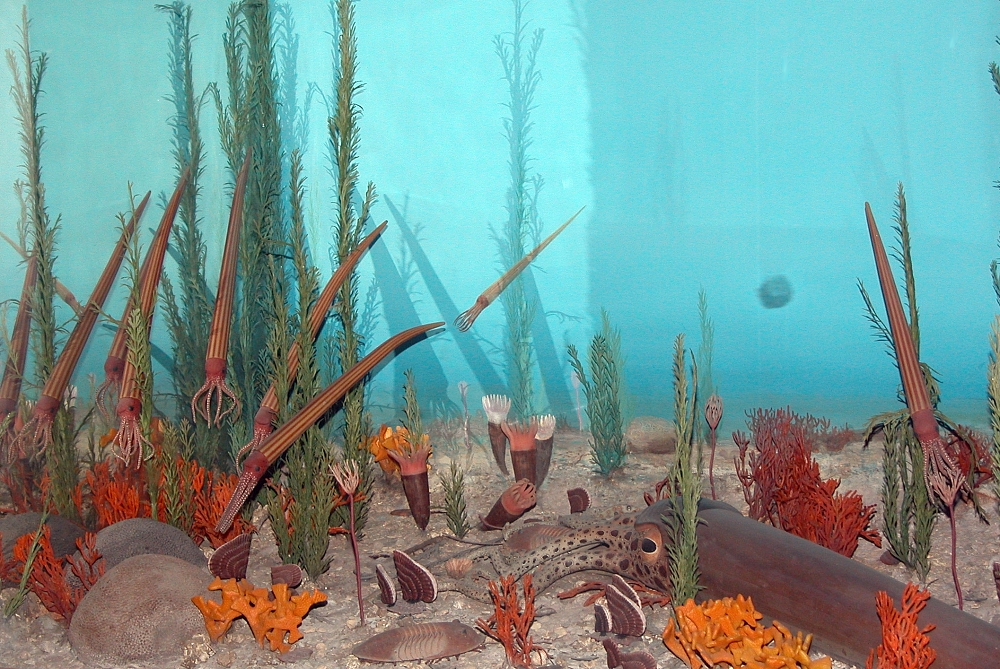
Ordovíciumi tengeri állatok.

Bár ez kevésbé ismert, mint a kambriumi robbanás, az ordovíciumra is az élőlények erőteljes adaptív radiációja volt jellemző. A tengeri nemzetségek száma négyszeresére emelkedett, ami a fanerozoikum ismert teljes tengeri állatvilágának 12%-át jelenti. A kambrium trilobita, pörgekarú, archaeocyathida és eocrinoida faunáját olyan élőlények követték, amelyek ezután a teljes paleozoikumot uralták: fejlettebb pörgekarúak – amelyek a trilobitákat kiszorították a szárazföldalapzati élőhelyekről –, fejlábúak, tengerililiomok. A kambriumhoz képest jelentősen diverzifikálódtak a mészpáncélos organizmusok.
Észak-Amerika és Európa területein az ordovícium a gazdag élővilágú sekély vizű kontinentális talapzatok időszaka volt. Az ordovíciumban jelentek meg az első tengeri moszatok (Bryozoa) és korallmezők (az egyedülálló korallok már a kambriumban is léteztek). A kambriumban megjelent puhatestűek elterjedtek és nagy változatosságot nyertek az ordovíciumban, különösen a kagylók, csigák és csigaházas polipok (nautiloidák). Sokáig azt gondolták, hogy az első igazi gerincesek (az ostracodermi, állkapocs nélküli halak) szintén az ordovíciumban jelentek meg, de Kínában az utóbbi időkben olyan leleteket találtak, amelyek szerint ezek már a kora kambriumtól jelen voltak. Az első állkapcsos hal azonban csak a késő ordovíciumban jelent meg. Az ordovíciumi óceánok megszokott lakói a graptoliták voltak.
A középső ordovíciumban jelentősen megnőtt a bioeróziót okozó organizmusok egyedszáma és változatossága.

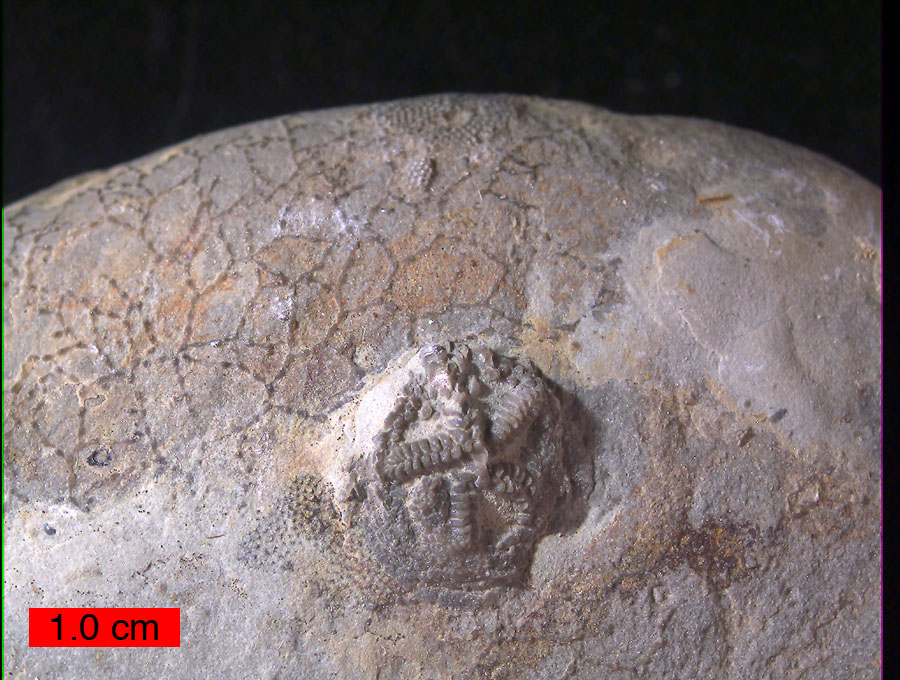
Cystaster stellatus, Corynotrypa
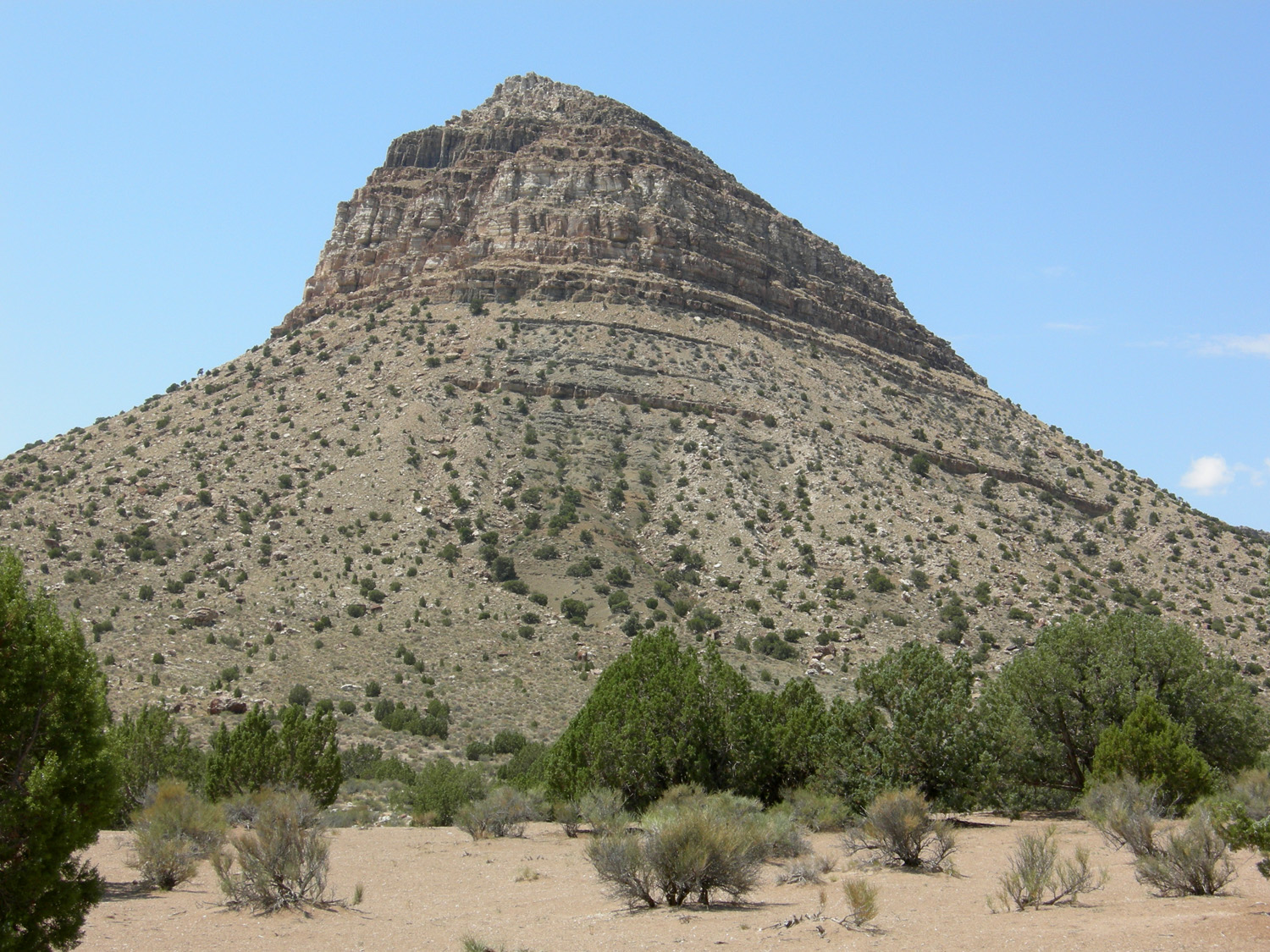
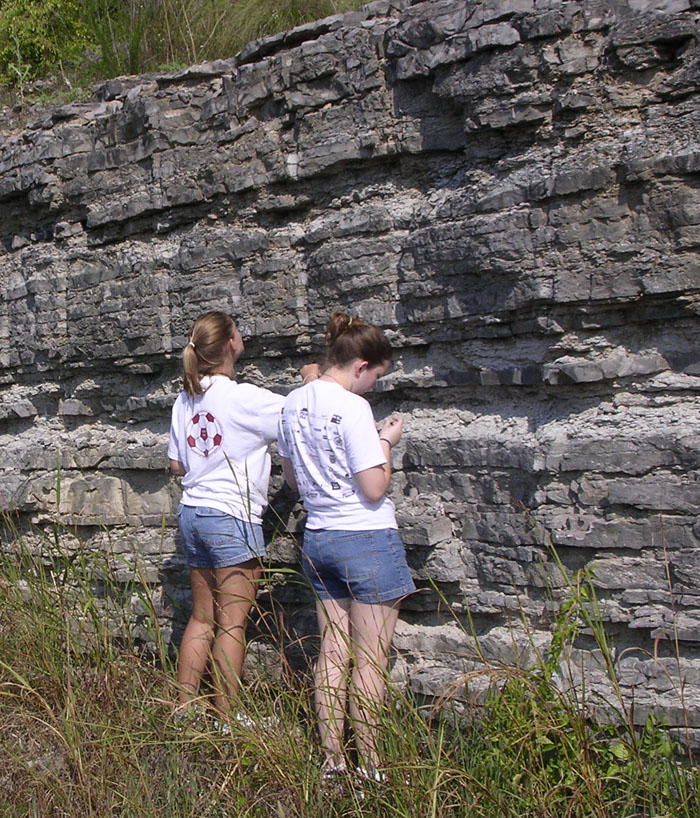
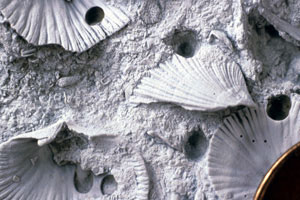
Trypanites
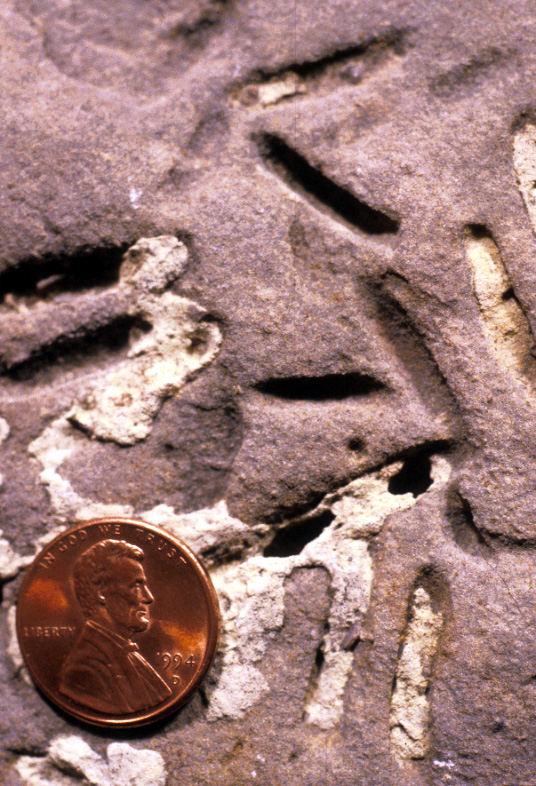
Petroxestes
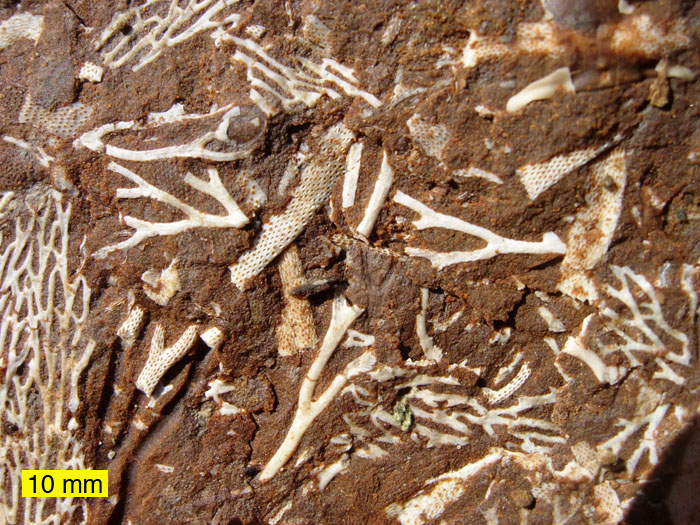
Bryozoa
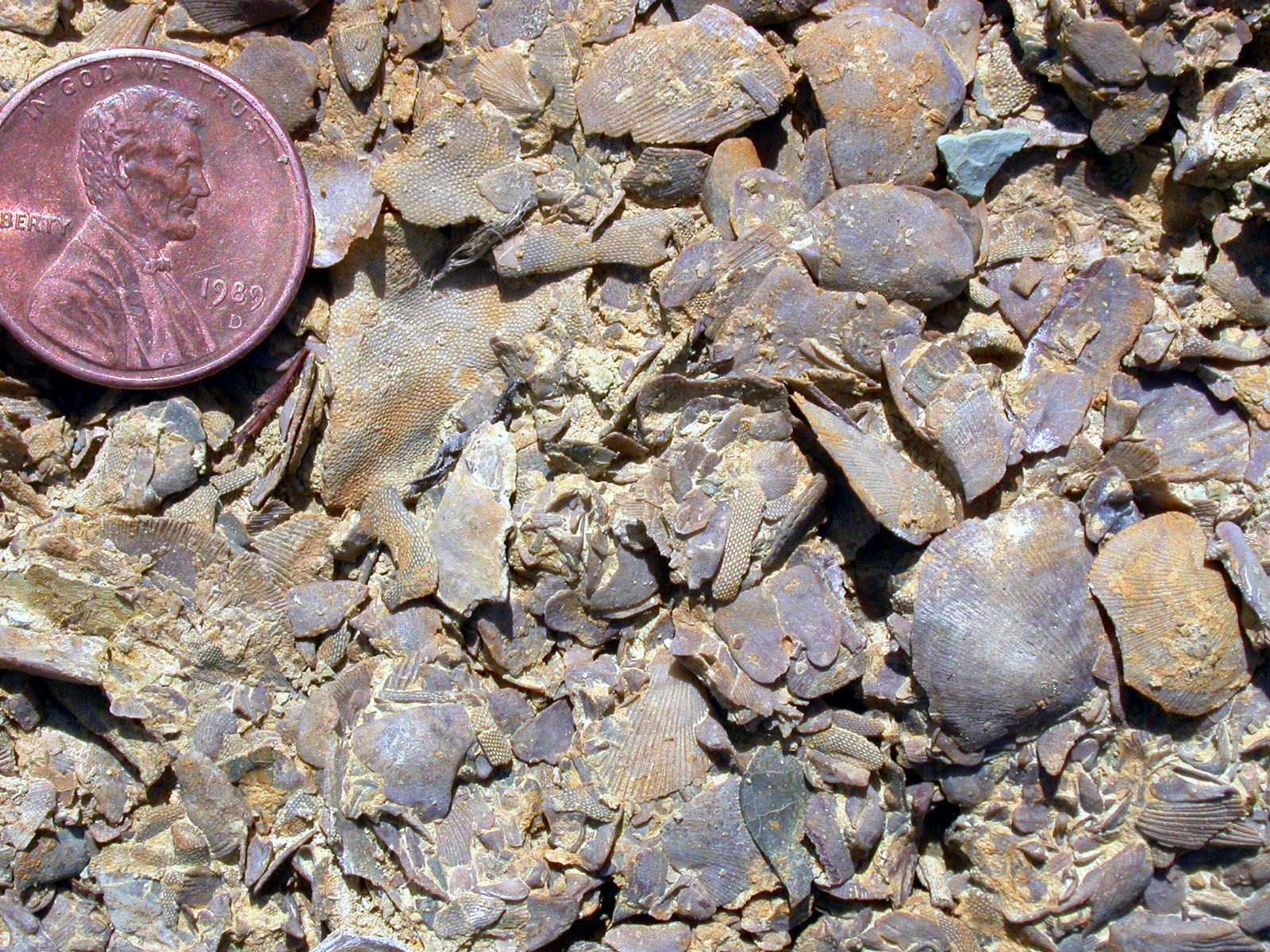
Brachiopoda, Bryozoa
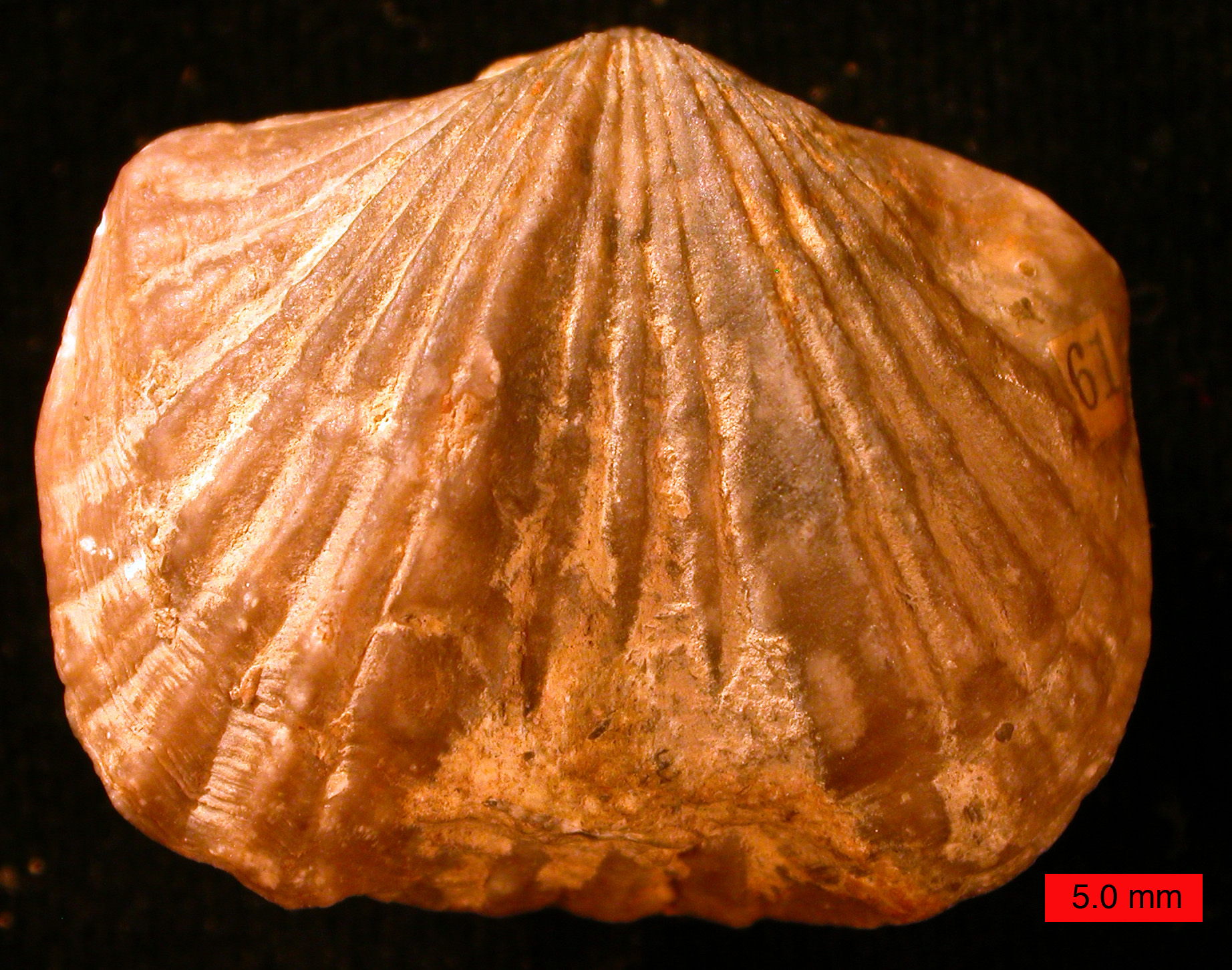
Platystrophia ponderosa
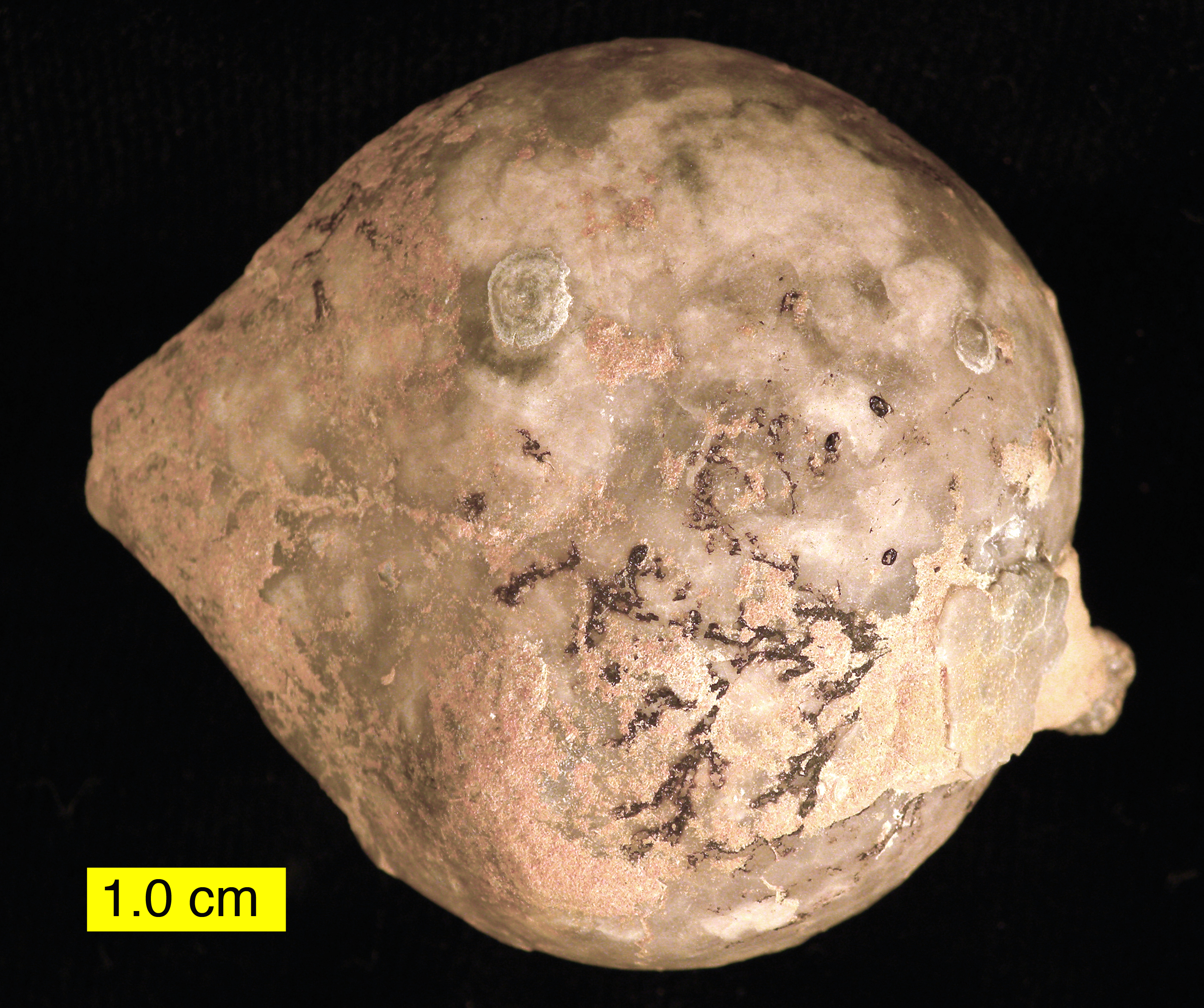
Echinosphaerites, Thallograptus
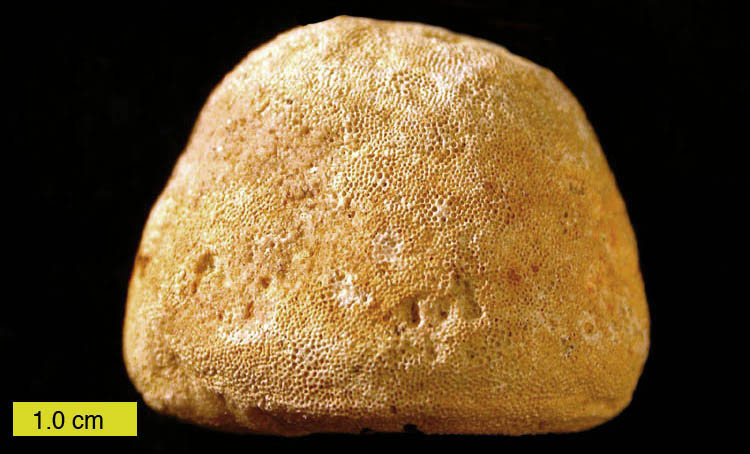
Prasopora
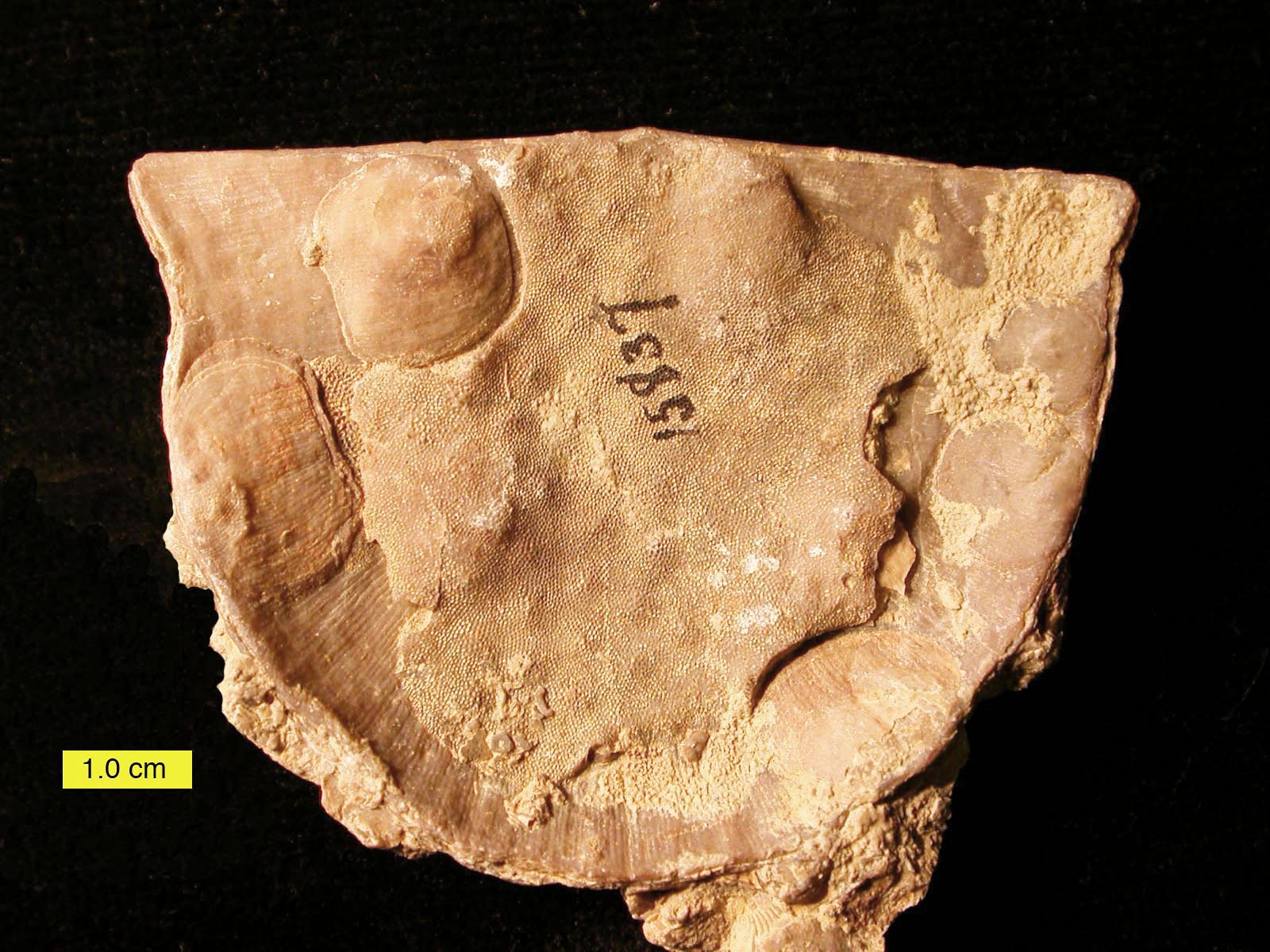
Brachiopoda, Bryozoa
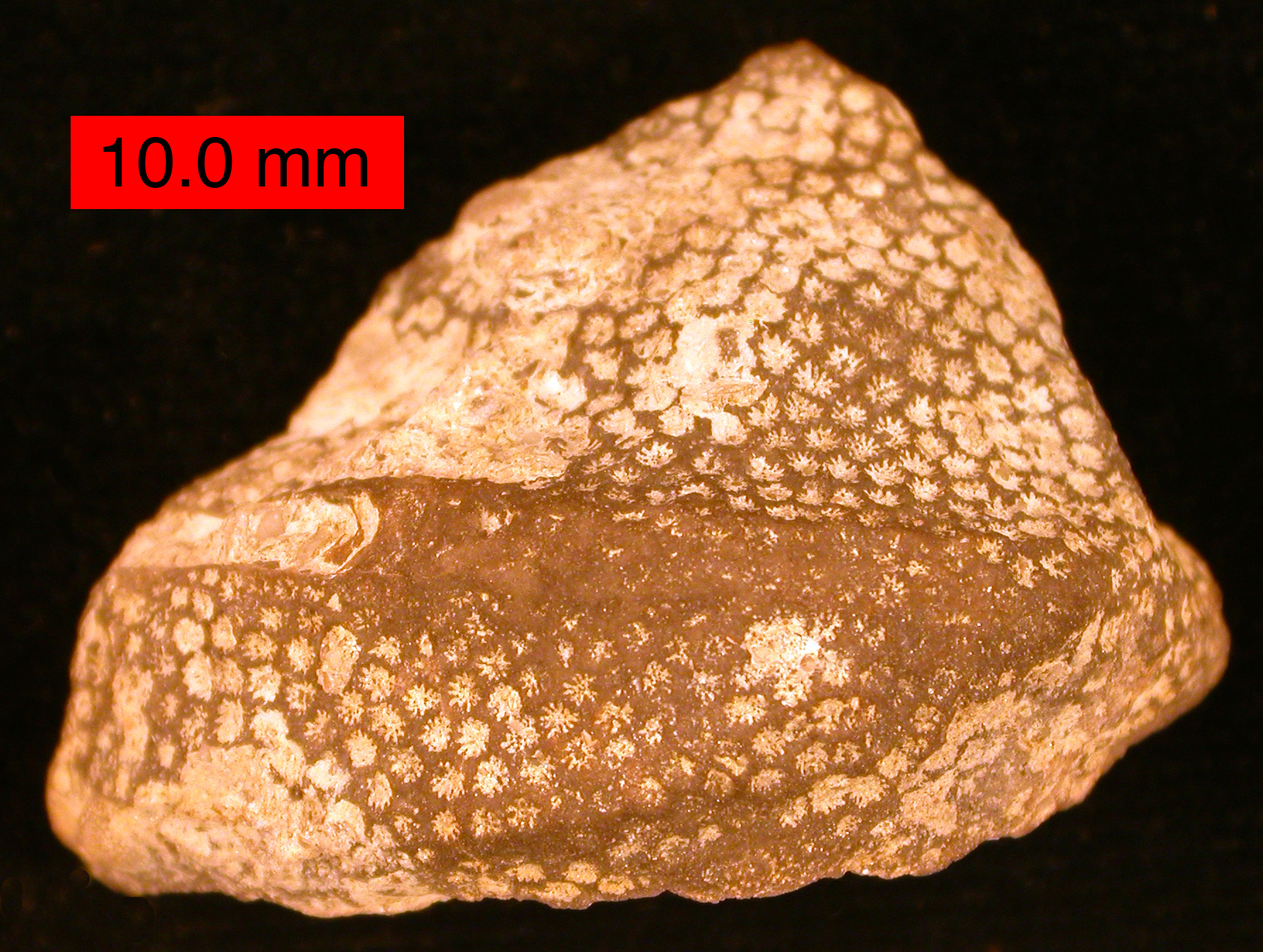
Protaraea richmondensis
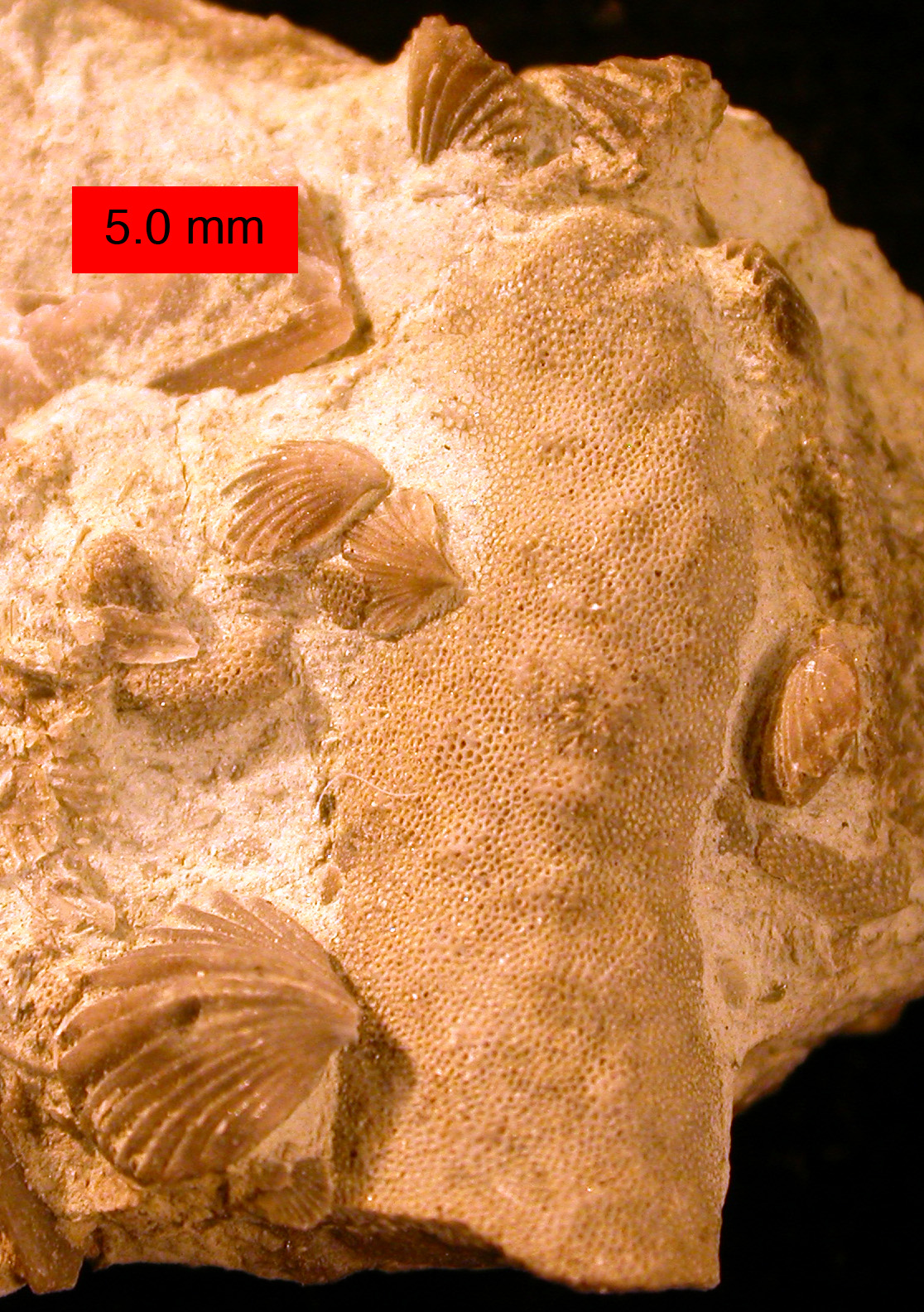
Zygospira modesta
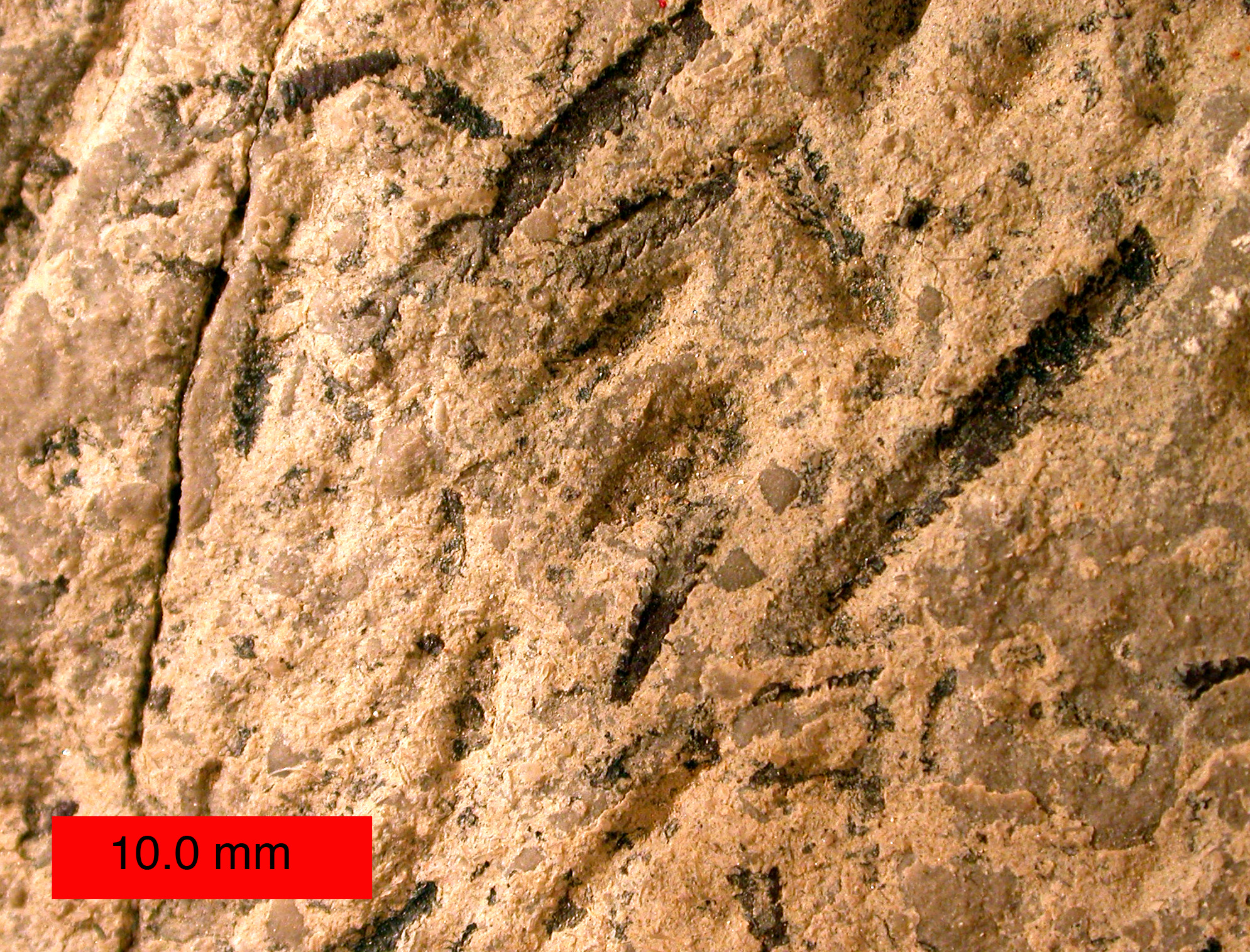
Amplexograptus

### Növényvilág
A zöldmoszatok az ordovíciumban, illetve már korábban, a késő kambriumban (de lehet, hogy még régebben) elterjedtek voltak. Az első szárazföldi növények a májmohákhoz hasonló apró nem edényes növények voltak. Szárazföldi növények fosszilis spórái már a késő ordovíciumi rétegekből előkerültek. Az első szárazföldi gombák közt lehettek a Glomerales rend arbuszkuláris mikorhiza gombái, amelyek kulcsszerepet tölthettek be a szárazföld benövényesedésében, mivel a mikorrhiza szimbiózis révén hozzásegítették a növényi sejteket, hogy hozzájussanak az ásványi tápanyagokhoz. Wisconsinban 460 millió éves fosszilis ordovíciumi hifákat (gombafonal) és gombaspórákat találtak, abból az időből, amikor a szárazföldi flóra valószínűleg pusztán a nem edényes mohákhoz hasonló növényekből állt.

## Az ordovícium vége
Az ordovicium végén elkezdődött lehűlés a szilur elejére egy újabb, immár a harmadik nagyobb eljegesedést váltotta ki a Földön. Az időszakból származó glaciális üledékeket főként Dél-Amerikában találtak. A jég visszahúzódása a szilur közepe táján fejeződött be.
Lényeges változás történt a légkör összetételében. A szilur végére a légkör oxigéntartalma annyira megnövekedett, hogy az abból képződő ózonréteg a felszínre érkező ibolyántúli sugárzást minimálisra csökkenthette. Ezzel megnyílt a lehetőség a növények szárazföldi elterjedésére.

## Tagolása
Az ordovícium időszakot geokronológialag három korra osztják: kora ordovícium (más néven tremadoc vagy arenig), középső ordovícium (vagy llanvirn, ami abereiddi és llandeili részekre osztható tovább) és késő ordovícium (vagy caradoc, ashgill). A rétegtani felosztásban az ordovícium korai: alsó ordovícium, középső ordovícium, felső ordovícium.
A hármas felosztás kialakítása és a további tagolás körül évtizedek óta folynak a viták. Nehezíti, hogy az ordovíciumi fosszíliák jelentős változatosságot mutatnak a különböző földrajzi területek közt. A szakértők mégis találtak olyan globális azonosságokat, amelyek alapján elvégezhető a tagolás, a viták azonban nem zárultak le, a szakaszhatárok nem teljesen eldöntöttek és vannak olyan intervallumok, amelyeknek még nem adtak nevet, csak számot.
A jelenleg érvényes felosztás:
- Kora ordovícium
  - Tremadoci
  - Floi
- Középső ordovícium
  - Dapingi
  - Darriwili
- Késő ordovícium
  - Sandbi
  - Kati
  - Hirnanti